# アバンギャルドで行こうよ
「アバンギャルドで行こうよ」（アバンギャルドでいこうよ）は1993年3月1日に発売されたTHE YELLOW MONKEY2枚目のシングル。発売元は日本コロムビア・トライアドレーベル。

## 概要
- 2ndアルバム『EXPERIENCE MOVIE』と同時リリースされた。
- 吉井はこの曲が完成した際「『およげ!たいやきくん』のセールスを抜く大ヒットになる」と確信し[1]、自信を持って送り込んだが、前作同様オリコンチャート圏外となった。
- 化粧品のCMタイアップを狙い、歌詞に「恋する乙女の“唇”は」というフレーズを盛り込んだが、結果的にノンタイアップとなった[1]
- ジャケット、ミュージックビデオでは吉井が3rdアルバム『jaguar hard pain』に登場するジャガーの恋人マリーに女装している。
- ライブでは終盤の盛り上げ役として定番ナンバーとなっており、吉井は「バンドのメンバーが凄く幸せになれる曲」と語っている[1]。年末の「メカラ ウロコ」では「東京ブギウギ」の替え歌「オソソ・ブギウギ」の後に披露されるのが恒例であり、バンド解散後も吉井和哉のソロライブにおいて同様のパターンで披露されている。
- AメロとBメロの最後の詞は、ライブでは縛られることなく、メロディが類似するT・レックス「イージー・アクション」の詞に替えられる場合がある。

## 収録曲
1. アバンギャルドで行こうよ
（作詞・作曲：吉井和哉 / 編曲：THE YELLOW MONKEY）
2. SUCK OF LIFE -Original Version- 
（作詞・作曲：吉井和哉 / 編曲：THE YELLOW MONKEY）
インディーズ時代から演奏されていたナンバー。ただし同時期に出たアルバムでのバージョンとは異なり「ファスナーを降ろしてーーーー」の部分がない。このバージョンが収録されているのは今作と「TRIAD YEARS actI〜THE VERY BEST OF THE YELLOW MONKEY」のみである。ライブでは定番曲であり、吉井とギターの菊地英昭の絡みが披露されたり、間奏でメンバー紹介がされたりするなどのパフォーマンスがあり、演奏時間が20分を越えることもある。歌詞は男性の同性愛を描いている。後に『MOTHER OF ALL THE BEST』に収録された。2012年にナタリー×レコチョクで行われた人気投票で第3位となり、アルバム曲の中では最高位となった[2]。2013年に行われた『イエモン-FAN'S BEST SELECTION-』のファン投票で4位を獲得した。

## 収録作品
＃1. アバンギャルドで行こうよ
- 『EXPERIENCE MOVIE』（1993年3月1日）
- 『追憶のマーメイド』（1995年7月21日）※ライブテイク
- 『TRIAD YEARS actI〜THE VERY BEST OF THE YELLOW MONKEY』（1996年12月7日）
- 『TRIAD COMPLETE BOX』（1997年12月10日）※DISC6にはカラオケバージョン
- 『THE YELLOW MONKEY SINGLE COLLECTION』（1998年12月10日）

＃2. SUCK OF LIFE
- 『EXPERIENCE MOVIE』（1993年3月1日）※アルバムバージョン
- 『TRIAD YEARS actI〜THE VERY BEST OF THE YELLOW MONKEY』（1996年12月7日）
- 『TRIAD COMPLETE BOX』（1997年12月10日）※DISC2にはアルバムバージョン
- 『MOTHER OF ALL THE BEST』（2004年12月8日））※アルバムバージョン
- 『イエモン-FAN'S BEST SELECTION-』（2013年7月31日）※アルバムバージョン
- 『THE YELLOW MONKEY IS HERE. NEW BEST』（2017年5月21日）※セルフカバー
- 『Live Loud』(2021年2月)ライブテイク

## カバー
＃2. SUCK OF LIFE
- 毛皮のマリーズ（2009年12月19日、『THIS IS FOR YOU〜THE YELLOW MONKEY TRIBUTE ALBUM』）